# Långbådan, Korsnäs
Långbådan är en ö i Finland. Den ligger i Norra kvarken och i kommunen Korsnäs i den ekonomiska regionen  Vasa i landskapet Österbotten, i den västra delen av landet. Ön ligger omkring 34 kilometer sydväst om Vasa och omkring 360 kilometer nordväst om Helsingfors.
Öns area är 22,7 hektar och dess största längd är 1 kilometer i nord-sydlig riktning. I omgivningarna runt Långbådan växer i huvudsak blandskog.